# Bohdan Mychajliczenko
Bohdan Wasylowycz Mychajliczenko, ukr. Богдан Васильович Михайліченко (ur. 21 marca 1997 w Boryspolu) – ukraiński piłkarz, grający na pozycji pomocnika.

## Kariera piłkarska

### Kariera klubowa
Wychowanek klubów Kniaża Szczasływe i Dynamo Kijów, barwy których bronił w juniorskich mistrzostwach Ukrainy (DJuFL). 24 lipca 2013 rozpoczął karierę piłkarską w drużynie juniorskiej Dynama Kijów, a 24 maja 2015 debiutował w podstawowym składzie. 18 lipca 2017 został wypożyczony do Stali Kamieńskie. 23 grudnia 2017 został wypożyczony do Zorii Ługańsk. 27 czerwca 2019 Zoria wykupiła kontrakt piłkarza. W sierpniu 2020 roku został wykupiony przez RSC Anderlecht. W sezonie 2022/2023 był wypożyczony do Szachtara Donieck. W 2023 przeszedł do Dinama Zagrzeb, a w 2024 do klubu Polissia Żytomierz.

### Kariera reprezentacyjna
Występował w juniorskich reprezentacjach U-17 i U-19. W 2017 został powołany do młodzieżowej reprezentacji Ukrainy. 3 września 2020 debiutował w składzie narodowej reprezentacji Ukrainy.